# Ordinalzahl

Ordinalzahlen von 0 bis ω^{ω}

Ordinalzahlen sind mathematische Objekte, die das Konzept der Position oder des Index eines Elementes in einer Folge auf Wohlordnungen über beliebigen Mengen verallgemeinern. Positionen in Folgen werden als natürliche Zahlen aufgefasst (sprachlich durch die Ordinalia erstes, zweites, drittes, … Element ausgedrückt), welche die endlichen Ordinalzahlen bilden. Entscheidend bei dieser Verallgemeinerung ist, dass wie bei Folgen eine kleinste Position (die Ordinalzahl Null) existiert und jedes Element (mit Ausnahme eines eventuell vorhandenen letzten Elements) einen eindeutigen Nachfolger hat. Da totale Anordnungen, die diese Bedingungen erfüllen, immer noch sehr verschiedene Strukturen haben können, führt man als zusätzliche Bedingung ein, dass es zu jeder nichtleeren Teilmenge von Indizes einen minimalen Index geben soll, und gelangt so zu Wohlordnungen.
Ordinalzahlen erlauben die Verallgemeinerung der auf Folgen beschränkten Beweisverfahren der vollständigen Induktion auf beliebig große Mengen oder auch echte Klassen, sofern sie sich wohlordnen lassen, mittels des Verfahrens der transfiniten Induktion.
Die Beschreibung der Größe einer Menge, naiv gesprochen der Anzahl ihrer Elemente, führt im Gegensatz dazu zu dem Begriff Kardinalzahl (eins, zwei, drei, …).
Georg Cantor hatte die Idee, wie man die beiden Konzepte – Zahl als Größe und Zahl als Index – innerhalb der Mengenlehre auf unendliche Mengen verallgemeinern kann; denn während sie für endliche Mengen übereinstimmen, muss man sie für unendliche Mengen unterscheiden. Kardinalzahlen werden dabei als spezielle Ordinalzahlen definiert. Die Gesamtheit der Ordinalzahlen, die man meistens mit {\displaystyle \mathrm {On} } oder {\displaystyle \mathrm {Ord} } bezeichnet, bildet in der modernen Mengenlehre – genauso wie die Gesamtheit der Kardinalzahlen – keine Menge, sondern eine echte Klasse.
Für viele dieser Überlegungen (wie etwa transfinite Induktion und die Definition von Kardinalzahlen als Ordinalzahlen) ist das Auswahlaxiom bzw. der dazu äquivalente Wohlordnungssatz vonnöten.
Ordinalzahlen sind von besonderer Bedeutung für die Mengenlehre, in anderen Gebieten der Mathematik werden auch andere verallgemeinerte Indizierungen verwendet, etwa in Netzen und Filtern, die von besonderer Bedeutung für die Topologie sind und über anderen Ordnungen als Wohlordnungen operieren. Insbesondere verallgemeinern diese verallgemeinerten Indizierungen im Gegensatz zu Ordinalzahlen das für Folgen wichtige Konzept der Konvergenz.

## Geschichte der Entdeckung
Der moderne mathematische Begriff der Ordinalzahlen wurde maßgeblich von dem Mathematiker Georg Cantor entwickelt. Die grundlegende Idee fand er bei Untersuchungen über die Eindeutigkeit der Darstellung reeller Funktionen durch trigonometrische Reihen. Allerdings erwies sich die Ordinalzahltheorie für diese Untersuchungen letztlich nicht als fruchtbar.
Aus Vorarbeiten von Eduard Heine war bekannt, dass die im Intervall {\displaystyle (-\pi ,\pi )} stetigen Funktionen eine eindeutige Darstellung als trigonometrische Reihen haben. Cantor zeigte (1870), dass dies für jede Funktion richtig ist, deren trigonometrische Reihe überall konvergiert. Die Frage nach der Existenz von weiteren Funktionenklassen, die diese Eigenschaft besitzen, ist damit aber noch nicht beantwortet. Schon der Satz von Heine ist für Funktionen richtig, die fast überall stetig sind, also solche mit einer endlichen Menge {\displaystyle E} von Unstetigkeitsstellen. Die Frage nach der Eindeutigkeit ist äquivalent zu der Frage, ob das Verschwinden der trigonometrischen Reihe
{\displaystyle f(x)={\frac {a_{0}}{2}}+\sum _{n=1}^{\infty }(a_{n}\cos nx+b_{n}\sin nx)}
auf der Menge {\displaystyle (-\pi ,\pi )\setminus E} auch das Verschwinden der Koeffizienten {\displaystyle \{a_{n}\}_{n=0,1,\dotsc }} und {\displaystyle \{b_{n}\}_{n=1,2,\dotsc }} nach sich zieht. Mengen {\displaystyle E} mit dieser Eigenschaft werden Mengen vom Typ U genannt (aus dem französischen unicité – Eindeutigkeit) und alle anderen Mengen – Mengen vom Typ M (multiplicité – Mehrdeutigkeit). Endliche Mengen sind also Mengen vom Typ U. Indem man {\displaystyle f(x)} zweimal integriert, erhält man die Riemann-Funktion:
{\displaystyle F(x)={\frac {a_{0}}{4}}x^{2}-\sum _{n=1}^{\infty }{\frac {a_{n}\cos nx+b_{n}\sin nx}{n^{2}}}+Cx+D.}
Wenn {\displaystyle F(x)} linear ist, dann sind alle {\displaystyle \{a_{n}\}_{n=0,1,\dotsc }} und {\displaystyle \{b_{n}\}_{n=1,2,\dotsc }} gleich {\displaystyle 0}. Wenn man also für eine Menge {\displaystyle P} beweisen würde, dass aus {\displaystyle \forall x\in ((-\pi ,\pi )\setminus P)(f(x)=0)} die Linearität von {\displaystyle F(x)} folgt, dann wäre damit auch die Zugehörigkeit von {\displaystyle P} zum Typ U bewiesen worden. Cantor verwendet diese Idee in seinem Artikel Über die Ausdehnung eines Satzes aus der Theorie der trigonometrischen Reihen vom Jahre 1871 und zeigt:
„Ist (p,q) irgendein Intervall, in dem nur eine endliche Anzahl von Punkten der Menge P liegt, so ist F(x) in diesem Intervalle linear …“ (dort Seite 131)
Falls {\displaystyle P} unendlich ist, dann hat sie mindestens einen Häufungspunkt. Cantor nennt die Menge der Häufungspunkte einer Menge {\displaystyle P} abgeleitete Menge und bezeichnet sie mit {\displaystyle P^{(1)}}, die abgeleitete von {\displaystyle P^{(1)}} bezeichnet er mit {\displaystyle P^{(2)}} usw. (siehe Hauptartikel: Ableitung einer Menge). Falls nach endlich vielen Schritten eine endliche Menge {\displaystyle P^{(n)}} erreicht wird, dann nennt Cantor die Menge {\displaystyle P} eine Menge {\displaystyle n}-ter Art. Cantor stellt fest, dass sich die Linearität von {\displaystyle F(x)} in dem Intervall {\displaystyle (p,q)} auch dann beweisen lässt, wenn {\displaystyle (p,q)} endlich viele Punkte der Menge {\displaystyle P^{(k)}} enthält, wobei die Korrektheit dieser Aussage von der Wahl der natürlichen Zahl {\displaystyle k} nicht abhängig ist. Mengen mit einer leeren mehrfachen Ableitung sind also immer vom Typ U.
In diesem Artikel gehen die Cantorschen Überlegungen noch nicht über endliche Iterationsprozesse hinaus; allerdings enthält er schon Denkmuster, die später die gesamte Mengenlehre prägen werden. Er ordnet der Veranschaulichung der reellen Zahlen durch geometrische Punkte eine zweitrangige Rolle zu, indem er die reellen Zahlen als Cauchy-Folgen aus Elementen der Menge {\displaystyle A} der rationalen Zahlen definiert. Die Menge dieser Folgen bezeichnet er mit {\displaystyle B} und definiert dort die für {\displaystyle A} üblichen Rechenarten. Cauchy-Folgen aus Elementen der Menge {\displaystyle B} bilden eine weitere Menge {\displaystyle C}. Dieser Prozess lässt sich theoretisch ins Unendliche fortsetzen. Cantor versteht von nun an unter Punkt ein Element irgendwelcher Mengen {\displaystyle A}, {\displaystyle B}, {\displaystyle C}, … Der Aufbau solcher geordneter Hierarchien, bei denen der Übergang von einer Stufe zur nächsten durch Grenzübergänge erfolgt, ist später zu einem häufig eingesetzten Mittel zur Einführung neuer mengentheoretischer Begriffe geworden. Wir werden sehen, dass eine solche Hierarchie auch bei den Ordnungszahlen zu erkennen ist.
Nach dieser Arbeit über trigonometrische Reihen hat sich das Interesse Cantors für das Problem einer gleichzeitig notwendigen und hinreichenden Bedingung für die Eindeutigkeit der Entwicklung von Funktionen in trigonometrischen Reihen abgeschwächt. Die Frage ist später sehr intensiv von Paul Du Bois-Reymond, Charles-Jean de La Vallée Poussin, William Henry Young, Arnaud Denjoy, Nina Bari, Raichmann und Dmitri Jewgenjewitsch Menschow untersucht worden, allerdings ohne dabei zu einem zufriedenstellenden Ergebnis zu kommen. Cantor selbst hat sich der Aufgabe gewidmet, die Punktmengen danach zu klassifizieren, wann der Prozess des Ableitens endet. Mengen, bei denen das nach endlich vielen Schritten passiert, nennt Cantor Mengen der ersten Gattung. Eine Menge {\displaystyle P} ist genau dann eine Menge der ersten Gattung, wenn der Durchschnitt
{\displaystyle \bigcap _{n\in \mathbb {N} }P^{(n)}}
leer ist. Ein natürlicher Gedanke dabei ist, genau diese Menge zu der ersten Ableitung transfiniter Ordnung für Mengen zweiter Gattung zu machen. Cantor bezeichnet sie mit {\displaystyle P^{(\infty )}}. Darauf folgen die Ableitungen
{\displaystyle P^{(\infty +1)},\ P^{(\infty +2)},\dotsc ,P^{(2\infty )}=\bigcap _{n\in \mathbb {N} }P^{(\infty +n)},\ P^{(3\infty )}=\bigcap _{n\in \mathbb {N} }P^{(2\infty +n)},\dotsc }
{\displaystyle P^{(\infty ^{2})}=\bigcap _{n\in \mathbb {N} }P^{(n\infty )},\ P^{(\infty ^{3})}=\bigcap _{n\in \mathbb {N} }P^{(n\infty ^{2})},\dotsc ,\ P^{(\infty ^{\infty })}=\bigcap _{n\in \mathbb {N} }P^{(\infty ^{n})},\dotsc }
Cantor schreibt in seinem Artikel Über unendliche, lineare Punktmannichfaltigkeiten von 1880:
„Durch consequentes Fortschreiten gewinnt man successive die weiteren Begriffe:
{\displaystyle \ P^{(n\infty ^{\infty })},\ P^{(\infty ^{\infty +1})},\ P^{(\infty ^{\infty +n})},\ P^{(n\infty ^{n\infty })},\ P^{(\infty ^{(\infty ^{\infty })})}}
usw.; wir sehen hier eine dialektische Begriffserzeugung, welche immer weiter führt und dabei frei von jeglicher Willkür in sich nothwendig und consequent bleibt.“
In diesem nicht einmal fünf Seiten langen Artikel ist der ganze Weg vorgezeichnet, wie man aus den natürlichen Zahlen ein vollständiges transfinites System von Ordnungszahlen entwickeln kann. 1883 definierte Cantor diese Zahlenreihe mit zwei Erzeugungsprinzipien, der „Hinzufügung einer Einheit zu einer vorhandenen schon gebildeten Zahl“ und der Bildung einer nächstgrößeren Zahl als Grenze, welcher die vorher definierten Zahlen zustreben, und zwar in der Aufsatzreihe Über unendliche, lineare Punktmannichfaltigkeiten. Von Ordinalzahlen sprach er dann ab 1895 und definierte sie in seinen beiden Artikeln Beiträge zur Begründung der transfiniten Mengenlehre von 1895/97 als Ordnungstypen wohlgeordneter Mengen.

## Die natürlichen Zahlen als geordnete Mengen

Visualisierung der Konstruktion natürlicher Zahlen nach John von Neumann

Die Ordinalzahlen sind in der modernen Mathematik ein Begriff der Mengenlehre. Um sie als Verallgemeinerung der natürlichen Zahlen zu definieren, ist es naheliegend, die natürlichen Zahlen in eine mengentheoretische Hierarchie einzubetten. Dabei erklärt man die leere Menge für die Null der natürlichen Zahlenfolge. Die leere Menge ist also die im Peano-Axiomensystem der natürlichen Zahlen speziell ausgezeichnete und nicht explizit definierte Zahl ohne Vorgänger. Nach einem Vorschlag von John von Neumann definiert man dann jede weitere Zahl als die Menge der Zahlen, die schon definiert sind:
{\displaystyle 0:=\emptyset }
{\displaystyle 1:=\{0\}=\{\emptyset \}}
{\displaystyle 2:=\{0,1\}=\{\emptyset ,\{\emptyset \}\}}
{\displaystyle 3:=\{0,1,2\}=\{\emptyset ,\{\emptyset \},\{\emptyset ,\{\emptyset \}\}\}}
{\displaystyle 4:=\{0,1,2,3\}=\{\emptyset ,\{\emptyset \},\{\emptyset ,\{\emptyset \}\},\{\emptyset ,\{\emptyset \},\{\emptyset ,\{\emptyset \}\}\}\}}
…
{\displaystyle n+1:=n\cup \{n\}=\{0,1,\dotsc ,n\}}
…
Die Mengen {\displaystyle 0}, {\displaystyle 1}, {\displaystyle 2} usw. sind durch die Elementrelation ({\displaystyle n\in n+1}) wohlgeordnet. Zum Beispiel hat die Menge {\displaystyle 4} die Elemente {\displaystyle 0}, {\displaystyle 1}, {\displaystyle 2}, {\displaystyle 3}, die durch {\displaystyle 0<1<2<3} geordnet werden. Man schreibt deshalb auch {\displaystyle 4:=\{0<1<2<3\}}. Eine natürliche Zahl {\displaystyle a} ist also kleiner als eine Zahl {\displaystyle b}, wenn {\displaystyle a} ein Element von {\displaystyle b} ist. Für die gesamte Menge der natürlichen Zahlen setzt man: {\displaystyle \omega :=\{0<1<2<3<\dotsb \}}. Die Menge {\displaystyle \omega } stellt ein Modell des Peano-Axiomensystems dar. Ihre Existenz wird in der Zermelo-Fraenkelschen Mengenlehre durch das Unendlichkeitsaxiom gesichert.

## Motivation und Definition
Die Theorie der Ordinalzahlen ist eine Abstraktionstheorie, bei der von der wahren Natur der Mengenelemente abgesehen wird und nur solche Eigenschaften untersucht werden, die aus ihrer Anordnung abgeleitet werden können. Man definiert dazu: Eine Bijektion {\displaystyle f\colon A\rightarrow B} von der total geordneten Menge {\displaystyle (A,\leq _{A})} auf die total geordnete Menge {\displaystyle (B,\leq _{B})} heißt Ordnungsisomorphismus (oder ähnliche Abbildung), wenn {\displaystyle a\leq _{A}b} und {\displaystyle f(a)\leq _{B}f(b)} für alle {\displaystyle a,b\in A} äquivalent sind. Man sagt: die Mengen {\displaystyle A} und {\displaystyle B} sind ordnungsisomorph (oder ähnlich) und schreibt {\displaystyle A\cong B}, wenn es zwischen {\displaystyle A} und {\displaystyle B} einen Ordnungsisomorphismus gibt. Eine Gesamtheit aller zueinander ordnungsisomorphen Mengen stellt eine Äquivalenzklasse dar, die Ordnungstypus genannt wird.
Man kann zeigen, dass jede endliche wohlgeordnete Menge ordnungsisomorph zu genau einer natürlichen Zahl ist. Außerdem sind für eine wohlgeordnete Menge die folgenden drei Aussagen äquivalent:
- Sie ist endlich.
- Die umgekehrte Ordnung ist eine Wohlordnung.
- Jede nichtleere Teilmenge hat ein größtes Element.

Dies liefert die Grundlage für die Verallgemeinerung der natürlichen Zahlen zu Ordinalzahlen, die als spezielle wohlgeordnete Mengen so gewählt werden, dass jede wohlgeordnete Menge ordnungsisomorph zu genau einer Ordinalzahl ist. Somit ist jede Ordinalzahl also spezieller Repräsentant eines bestimmten Ordnungstypus. Die folgende Definition verbessert Cantors Ansatz und wurde zuerst von John von Neumann angegeben:
Definition I. (setzt das Fundierungsaxiom voraus): Eine Menge {\displaystyle S} heißt Ordinalzahl, wenn jedes Element von {\displaystyle S} auch Teilmenge von {\displaystyle S} ist und {\displaystyle S} bezüglich der Mengeninklusion {\displaystyle \subseteq } total geordnet ist.
Eine solche Menge {\displaystyle S} ist automatisch wohlgeordnet aufgrund des Fundierungsaxioms, welches besagt: Jede nichtleere Menge {\displaystyle S} hat ein Element {\displaystyle a}, das disjunkt zu {\displaystyle S} ist. Die natürlichen Zahlen sind nach dieser Definition Ordinalzahlen. Zum Beispiel ist {\displaystyle 2=\{0,1\}} ein Element von {\displaystyle 4=\{0,1,2,3\}} und gleichzeitig eine Teilmenge. {\displaystyle \omega } ist ebenfalls eine Ordinalzahl, die kleinste transfinite Ordinalzahl (größer als jede natürliche Zahl). Die von-Neumannsche Definition hat gegenüber der ersten Definition den Vorteil, dass sie aus der Sicht der Grundlagenforschung ein innerhalb der axiomatischen Mengenlehre einwandfrei definiertes mengentheoretisches Objekt bestimmt. Jede wohlgeordnete Menge {\displaystyle X} ist ordnungsisomorph zu genau einer Ordinalzahl, die man meistens mit {\displaystyle {\textrm {ord}}(X)} oder {\displaystyle {\overline {X}}} bezeichnet.

### Bemerkungen und andere Definitionen
Das Verwenden von Äquivalenzklassen aller Mengen bezüglich des Ordnungsisomorphismus gilt aus der Sicht der modernen Mathematik deshalb als problematisch, weil diese unfassbar große Objekte darstellen, die im Gegensatz zu den von-Neumannschen Ordinalzahlen genetisch und nicht substantiell definiert sind. Ihre Existenz wird in der naiven Mengenlehre ohne explizite Begründung angenommen und kann innerhalb von ZFC ohne Verwendung von Ordinalzahlen nicht begründet werden.
In jeder Mengenlehre bezeichnet man als Ordinalzahlen solche Objekte, die das Ordinalzahlaxiom erfüllen: Jeder wohlgeordneten Menge (oder gegebenenfalls anderer wohlgeordneten Struktur) kann eine Ordinalzahl so zugewiesen werden, dass beliebige an zwei verschiedenen Mengen zugewiesene Ordinalzahlen genau dann gleich sind, wenn die beiden Mengen ordnungsisomorph zueinander sind. In allen axiomatischen Mengenlehren versucht man, um die Einführung neuer Grundobjekte zu vermeiden, geeignete von der Theorie vorgegebene Objekte zu finden, die das Ordinalzahlaxiom erfüllen. Eine Möglichkeit dafür besteht darin, spezielle Mengenhierarchien wie die der Von-Neumann-Hierarchie aufzubauen.
Mit welchen Schwierigkeiten der Verzicht auf solche Hierarchien verbunden sein kann, lässt sich am Beispiel der allgemeinen linearen Ordnungen verdeutlichen, für die man keine geeignete Mengenhierarchie kennt (2004). Das Postulieren der Existenz von Ordnungstypen kann in diesem Fall nur durch Rückgriff auf Rang- oder Stufenfunktionen vermieden werden. Nachdem spezielle Objekte, die zur Einführung von Ordinalzahlen geeignet wären, schon benannt worden sind, wird das Ordinalzahlaxiom (falls überhaupt möglich) eliminiert (auf ein Theorem zurückgestuft). Innerhalb von ZFC braucht man dafür das von Fraenkel 1922 dem Zermeloschen Axiomensystem eigens hinzugefügte Ersetzungsaxiom.
Wie groß die mengentheoretische Stärke des Ordinalzahlaxioms ist, deutet die Tatsache an, dass für den Beweis der Existenz „vieler“ Von-Neumann-Ordinalzahlen das Unendlichkeits-, das Ersetzungs- und für manche sogar das Auswahlaxiom herangezogen werden müssen. Die von Neumannsche Definition der Ordinalzahlen ist die heutzutage am meisten verwendete. Aber auch in den axiomatischen Mengenlehren sind Definitionen von Ordinalzahlen zu finden, die auf der Bildung von Äquivalenzklassen beruhen. Diese Äquivalenzklassen werden aber, um Widersprüche zu vermeiden, nur mit gewissen Einschränkungen gebildet. So wird z. B. die Menge der abzählbaren Ordinalzahlen {\displaystyle \omega _{1}} nach Hartogs so aufgebaut: Sie ist definiert als Menge von Äquivalenzklassen in der Teilmenge der wohlgeordneten Elemente von {\displaystyle \{(M,O)\mid M\subseteq N,\;O\subseteq M\times M\}}, wenn {\displaystyle N=\omega } ist. Dabei sind zwei Teilmengen äquivalent, wenn sie sich ordnungsisomorph aufeinander abbilden lassen. {\displaystyle (\omega _{1},<)} ist mit {\displaystyle (\eta ,<_{\eta })<(\beta ,<_{\beta })\iff \exists \xi \in \beta \;((\{x\mid x<_{\beta }\xi \},<_{\beta })\cong (\eta ,<_{\eta }))} wohlgeordnete Menge. Diese Hierarchie lässt sich fortsetzen, indem man {\displaystyle N=\omega _{n}} setzt und die Mengen {\displaystyle \omega _{n+1}} für {\displaystyle n=1,2,\dotsc } bildet. Die Definition von Hartogs verwendet keine Repräsentantenauswahl und ist ausreichend für viele Anwendungen der Ordinalzahlen in der Analysis und in der Topologie. Äquivalenzklassen von ordnungsisomorphen Mengen werden auch in den Mengenlehren mit stufentheoretischem Aufbau gebildet (Bertrand Russell, Willard Van Orman Quine, Dana Scott, Dieter Klaua u. a.). In der AM von Klaua z. B. sind alle Mengen Elemente von Allmengen. Die Ordinalzahl der wohlgeordneten Menge {\displaystyle A} ist dann die Äquivalenzklasse aller zu {\displaystyle A} ordnungsisomorphen Elemente der kleinsten Allmenge, die zu {\displaystyle A} ordnungsisomorphe Mengen enthält. In der Scott-Potter-Mengenlehre, die ein Beispiel für eine Mengenlehre ohne Ersetzungsaxiom ist, werden die Von-Neumann-Ordinalzahlen Pseudoordinalzahlen genannt. Die Ordinalzahlen in dieser Mengenlehre werden für jede wohlgeordnete Kollektion {\displaystyle a} durch {\displaystyle {\textrm {ord}}(a)=\langle x\mid x\cong a\rangle } definiert und die Ordinalzahlen der wohlgeordneten Mengen als kleine Ordinalzahlen bezeichnet. {\displaystyle {\textrm {On}}} ist die Kollektion der kleinen Ordinalzahlen und {\displaystyle {\textrm {Ord}}({\textrm {On}})} – die kleinste große Ordinalzahl. Eine Kollektion aller Ordinalzahlen gibt es in der Scott-Potter-Mengenlehre nicht.
Es wurde bereits erwähnt, dass die Wohlordnungseigenschaft der Ordinalzahlen in ZF aus dem Fundierungsaxiom abgeleitet werden kann. Es ist allerdings in der mengentheoretischen Literatur üblich, Definitionen möglichst unabhängig von den Axiomen zu formulieren.
Im Folgenden werden sieben Alternativdefinitionen der Ordinalzahlen angegeben, die alle in ZF ohne das Fundierungsaxiom zueinander und in ZF mit dem Fundierungsaxiom auch zur oben formulierten Definition äquivalent sind. Vorher zwei Begriffe: Eine Menge {\displaystyle X} heißt transitiv, wenn {\displaystyle \forall y\in X\forall z\in y\;(z\in X)}. In Worten: In einer transitiven Menge {\displaystyle X} sind mit jedem Element {\displaystyle y} der Menge auch alle Elemente von {\displaystyle y} in {\displaystyle X} als Elemente enthalten. Aus dieser Definition folgt: Eine Menge {\displaystyle X} ist genau dann transitiv, wenn {\displaystyle \forall y\in X\;(y\subseteq X)}. Eine Menge {\displaystyle X} heißt fundiert, wenn es ein {\displaystyle y\in X} gibt, so dass {\displaystyle y} und {\displaystyle X} disjunkt sind.
Definition II von Ernst Zermelo (1915, publiziert 1941)
Eine Menge {\displaystyle X} heißt Ordinalzahl, wenn für jedes {\displaystyle y\in X} die Menge {\displaystyle y\cup \{y\}} ein Element von {\displaystyle X} oder identisch mit {\displaystyle X} ist und für jede Teilmenge {\displaystyle Y} von {\displaystyle X} die Vereinigung der Elemente von {\displaystyle Y} ein Element von {\displaystyle X} oder identisch mit {\displaystyle X} ist.
Definition III von Ernst Zermelo (1915, publiziert 1930),  erste publizierte Ordinalzahldefinition von John von Neumann (1923)
Eine wohlgeordnete Menge {\displaystyle X} heißt Ordinalzahl, wenn jedes Element von {\displaystyle X} identisch ist mit der Menge aller ihr vorausgehenden Elemente, d. h. wenn {\displaystyle \forall y\in X\;(y=\{z\mid z\in X,\;z<y\})}.
Definition IV von Kurt Gödel (1937, publiziert 1941)
Eine transitive Menge {\displaystyle X}, deren Elemente transitiv sind, heißt Ordinalzahl, wenn jede nicht-leere Teilmenge von {\displaystyle X} fundiert ist.
Definition V von Raphael M. Robinson (1937)
Eine transitive Menge {\displaystyle X}, deren nicht-leere Teilmengen fundiert sind, heißt Ordinalzahl, wenn für jede zwei verschiedene Elemente {\displaystyle y} und {\displaystyle z} von {\displaystyle X} entweder {\displaystyle y\in z} oder {\displaystyle z\in y} gilt. (Die letzte Eigenschaft nennt man auch Konnexität).
Definition VI von Paul Bernays (1941)
Eine transitive Menge {\displaystyle X} heißt Ordinalzahl, wenn alle transitiven echten Teilmengen von {\displaystyle X} Elemente von {\displaystyle X} sind.
Definition VII
Eine irreflexiv geordnete Menge {\displaystyle (X,{\in })} heißt Ordinalzahl, wenn sie transitiv und wohlgeordnet ist.
Definition VIII
Ordinalzahlen heißen die Bilder der Funktionen {\displaystyle E(a)=\{E(x)\mid x<a,\;x\in A\}} für wohlgeordnete Mengen {\displaystyle A}.
Die letzte Definition zeigt auch gleich, wie man die Ordinalzahl einer wohlgeordneten Menge bestimmen kann. Dass die Funktionen {\displaystyle E(a)} wohldefiniert sind, folgt aus dem Satz über die transfinite Rekursion, und dass ihre Bilder – genannt Epsilonbilder – Mengen sind, aus dem Ersetzungsaxiom.

### Limes- und Nachfolgerzahlen
Die Elemente einer Von-Neumann-Ordinalzahl sind selbst Ordinalzahlen. Hat man zwei Ordinalzahlen {\displaystyle \sigma } und {\displaystyle \tau }, dann ist {\displaystyle \sigma } ein Element von {\displaystyle \tau } genau dann, wenn {\displaystyle \sigma } eine echte Teilmenge von {\displaystyle \tau } ist, und es gilt, dass entweder {\displaystyle \sigma } ein Element von {\displaystyle \tau }, oder {\displaystyle \tau } ein Element von {\displaystyle \sigma }, oder {\displaystyle \sigma =\tau } ist. Damit ist durch die Elementbeziehung zwischen den Elementen einer Ordinalzahl eine irreflexive Totalordnungsrelation definiert. Es gilt sogar noch mehr: jede Menge von Ordinalzahlen ist wohlgeordnet. Dies verallgemeinert das Wohlordnungsprinzip, dass jede Menge von natürlichen Zahlen wohlgeordnet ist, und erlaubt die freie Anwendung der transfiniten Induktion und der Beweismethode des unendlichen Abstiegs auf Ordinalzahlen.
Jede Ordinalzahl {\displaystyle \sigma } hat genau die Ordinalzahlen als Elemente, die kleiner sind als {\displaystyle \sigma }. Die mengentheoretische Struktur einer Ordinalzahl ist also vollständig durch kleinere Ordinalzahlen beschrieben. Jeder Durchschnitt oder Vereinigung von Ordinalzahlen ist eine Menge von Ordinalzahlen.
Weil jede Menge von Ordinalzahlen wohlgeordnet ist, ist jede transitive Menge von Ordinalzahlen selbst eine Ordinalzahl (s. Definition VII). Daraus folgt, dass auch jeder Durchschnitt oder Vereinigung von Ordinalzahlen eine Ordinalzahl ist. Die Vereinigung {\displaystyle \textstyle \bigcup S} aller Elemente einer Menge {\displaystyle S} von Ordinalzahlen wird Supremum von {\displaystyle S} genannt und mit {\displaystyle \operatorname {sup} S} bezeichnet. Es ist nicht schwer zu zeigen, dass {\displaystyle \beta \leq \operatorname {sup} S} für jedes {\displaystyle \beta \in S} gilt und dass es zu jedem {\displaystyle \beta <\operatorname {sup} S} ein {\displaystyle \xi \in S} mit {\displaystyle \beta <\xi } gibt. Im Sinne dieser Definition ist das Supremum der leeren Menge die leere Menge, also die Ordinalzahl {\displaystyle 0}.
Wohlgeordnete Mengen sind zu keiner ihrer Anfangsstrecken ordnungsisomorph. Deshalb existiert zwischen zwei Ordinalzahlen nur dann eine ähnliche Abbildung, wenn sie gleich sind. Die Klasse aller Ordinalzahlen ist keine Menge (s. auch: das Burali-Forti-Paradoxon). Wäre sie nämlich eine Menge, dann wäre sie eine wohlgeordnete und transitive Menge – also eine Ordinalzahl {\displaystyle \theta }, für die {\displaystyle \theta \in \theta } gilt. Ordinalzahlen {\displaystyle \theta }, die sich selbst als Element enthalten, existieren allerdings nicht, weil sie ordnungsisomorph zu einer ihrer Anfangsstrecken sein müssten (nämlich zu {\displaystyle \{\beta \mid \beta <\theta \}}). Aus dem Satz, dass {\displaystyle {\textrm {On}}} eine echte Klasse ist, folgt, dass für jede Menge von Ordinalzahlen {\displaystyle S} Ordinalzahlen existieren, die größer sind als jedes Element von {\displaystyle S}. Unter den Ordinalzahlen, die größer als jedes Element einer Menge aus Ordinalzahlen sind, gibt es immer eine kleinste. Man nennt sie obere Grenze der Menge {\displaystyle S} und bezeichnet sie mit {\displaystyle \operatorname {sup} ^{+}S}.
Die kleinste Ordinalzahl größer als die Ordinalzahl {\displaystyle \xi } heißt Nachfolger von {\displaystyle \xi } und wird mit {\displaystyle s(\xi )}, oft auch mit {\displaystyle \xi +1} bezeichnet. Die Bezeichnung ergibt auch außerhalb der transfiniten Arithmetik einen Sinn (ohne zu dieser in Widerspruch zu stehen). Falls {\displaystyle \xi } ein größtes Element hat, dann wird dieses Vorgänger von {\displaystyle \xi } genannt und mit {\displaystyle \xi -1} bezeichnet. Nicht jede Ordinalzahl hat einen Vorgänger, z. B. {\displaystyle \omega }. Man nennt eine Ordinalzahl, die einen Vorgänger hat, Nachfolgerzahl oder Zahl erster Art. Eine Ordinalzahl {\displaystyle \xi } ist genau dann von erster Art, wenn {\displaystyle \xi =s(\operatorname {sup} \xi )}. Das ist gleichbedeutend mit {\displaystyle \xi >\operatorname {sup} \xi =\textstyle \bigcup \xi }, woraus wiederum {\displaystyle \xi =s(\operatorname {sup} \xi )=s(\textstyle \bigcup \xi )} folgt. Die Ordinalzahlen erster Art und die {\displaystyle 0} nennt man isoliert. Eine positive Ordinalzahl ohne Vorgänger wird Limeszahl oder Grenzzahl genannt. Eine positive Ordinalzahl {\displaystyle \xi } ist genau dann Limeszahl, wenn {\displaystyle \xi =\operatorname {sup} \xi =\textstyle \bigcup \xi }. Als Ordinalzahlen zweiter Art bezeichnet man die Limeszahlen sowie die {\displaystyle 0}. Jede Ordinalzahl ist somit eine Zahl entweder der ersten oder zweiten Art und entweder Limeszahl oder isoliert, wobei für positive Zahlen die Begriffe Limeszahl und Zahl zweiter Art sowie isolierte Zahl und Zahl erster Art übereinstimmen. Die Zahl {\displaystyle 0} ist die einzige isolierte Zahl zweiter Art.
Der Vorgänger von {\displaystyle s(\xi )} ist für jede Ordinalzahl {\displaystyle \xi } die Ordinalzahl {\displaystyle \xi } selbst. Die Limeszahlen bilden eine echte Klasse, die mit {\displaystyle {\textrm {Lim}}} bezeichnet wird. Falls {\displaystyle \xi } eine Ordinalzahl erster Art ist, dann existiert eine endliche aber keine unendliche Folge: {\displaystyle \xi }, {\displaystyle \xi -1}, {\displaystyle (\xi -1)-1}, {\displaystyle ((\xi -1)-1)-1,\dotsc } Angefangen bei {\displaystyle \xi } erreicht man nach endlich vielen Abstiegen von einer Ordinalzahl zu ihrem Vorgänger eine Zahl zweiter Art. Es gilt sogar noch mehr: Falls {\displaystyle \xi } eine transfinite Ordinalzahl ist, dann kann man zwar beliebig lange echt fallende Folgen mit erstem Element {\displaystyle \xi } bilden, aber keine unendliche solche.
{\displaystyle \!^{\color {Red}0}{{\curvearrowleft } \atop \ }\!^{\color {Blue}1}{{\curvearrowleft } \atop \ }\!^{\color {Blue}2}{{\curvearrowleft } \atop \ }\!\!\!\!\!^{\ldots }{\ }^{{\color {Red}\sigma }\,\in \,\mathrm {Lim} }{\curvearrowleft  \atop \ }{\ }^{\color {Blue}\eta -1}{\curvearrowleft  \atop \ }{\ }^{{\color {Blue}\eta }\notin \mathrm {Lim} }\!\!\!\!{{\overset {\textrm {Sprung}}{\curvearrowleft }} \atop \ }\!\!\!\!\!\!\!\!\!^{\ldots }{\ }^{{\color {Red}\lambda }\,\in \,\mathrm {Lim} }{\curvearrowleft  \atop \ }{\ }^{\color {Blue}((\xi -1)-1)-1}{\curvearrowleft  \atop \ }{\ }^{\color {Blue}(\xi -1)-1}{\curvearrowleft  \atop \ }{\ }^{\color {Blue}\xi -1}\!\!\!\!\!\!\!\!\!\!\!\!{{\overset {\mathrm {zum\,Vorg{\ddot {a}}nger} }{\curvearrowleft }} \atop \ }\!\!\!\!\!\!\!\!\!\!\!\!{\ }^{{\color {Blue}\xi }\notin \mathrm {Lim} }\ \ \!^{\ldots }}
Unendliche Folgen von Ordinalzahlen enthalten immer unendliche nicht fallende Teilfolgen.

### Onals rekursiver Datentyp
In der Metamathematik und ganz speziell in der Beweistheorie werden die Ordinalzahlen oft rekursiv oder axiomatisch definiert, so wie die natürlichen Zahlen durch die Peano-Axiome definiert werden können. Der Zweck solcher Definitionen besteht aber im Unterschied zu der Ordinalzahldefinitionen der Mengenlehre nicht darin, eine echte Klasse von Ordinalzahlen zu bestimmen, sondern möglichst lange Anfangsstrecken von {\displaystyle {\textrm {On}}} zu finden, die mit aus der Sicht eines metamathematischen Programms zulässigen Mitteln definiert und untersucht werden können. Während innerhalb der Metamathematik von Schreibfiguren die Rede ist, verwendet man in der Mengenlehre und der Rekursionstheorie den von Stephen Cole Kleene eingeführten Begriff Ordinalzahlnotation. Für die Metamathematik sind hauptsächlich die aus der Wohlordnung folgenden sowie einige arithmetische Eigenschaften der Ordinalzahlen von Bedeutung. Wenn man die Existenz von Nachfolger- und Limeszahlen als Grundeigenschaften betrachtet, dann lässt sich innerhalb der Theorie der rekursiven Datentypen (induktiv definierten Klassen) folgende Definition für die Klasse der Ordinalzahlen {\displaystyle {\textrm {On}}} formulieren. {\displaystyle {\textrm {succ}}} und {\displaystyle {\textrm {sup}}} seien die Konstruktoren des rekursiven Datentypus Ordinalzahl, {\displaystyle 0} der Fundierer und {\displaystyle \preccurlyeq } eine Halbordnungsrelation auf {\displaystyle {\textrm {On}}} mit den Eigenschaften:
- {\displaystyle \forall \mu \forall \beta \forall \xi (\mu \preccurlyeq \beta \preccurlyeq \xi \Rightarrow \mu \preccurlyeq \xi )}
- {\displaystyle \forall \xi (\xi \preccurlyeq \xi )}
- {\displaystyle \forall \mu \forall \xi (\mu \preccurlyeq \xi \preccurlyeq \mu \Rightarrow \mu =\xi )}
- {\displaystyle \forall \xi (0\preccurlyeq \xi )}
- {\displaystyle \forall \xi (\xi \preccurlyeq \operatorname {succ} \xi )}
- {\displaystyle \neg \exists \xi (\xi =\operatorname {succ} \xi )}
- {\displaystyle \forall \mu \forall \xi (\mu \preccurlyeq \xi \Rightarrow \operatorname {succ} \mu \preccurlyeq \operatorname {succ} \xi )}
- für jede Kette {\displaystyle K}: {\displaystyle \forall \xi (\xi \in K\Rightarrow \xi \preccurlyeq \operatorname {sup} K)}
- für jede Kette {\displaystyle K}: {\displaystyle \forall \xi (\forall \beta \in K(\beta \preccurlyeq \xi )\Rightarrow \operatorname {sup} K\preccurlyeq \xi )}

Man kann mittels struktureller Induktion zeigen, dass {\displaystyle ({\textrm {On}},\preccurlyeq )} eine wohlgeordnete Klasse ist.
In der Terminologie der Theorie der rekursiven Datentypen stellen die von Neumannschen Ordinalzahlen eine Implementierung des rekursiven Datentypus Ordinalzahl dar, d. h. ein Modell der obigen Menge von Axiomen.

## Rechenoperationen
Die arithmetischen Operationen mit Ordinalzahlen werden als Verallgemeinerung der aus der elementaren Arithmetik bekannten Rechenarten eingeführt. Unter der Summe zweier Ordinalzahlen {\displaystyle \eta } und {\displaystyle \xi } versteht man die Ordinalzahl einer wohlgeordneten Menge, die aus den Elementen der beiden Mengen besteht, wenn alle Elemente von {\displaystyle \eta } in der Wohlordnung vor den Elementen von {\displaystyle \xi } stehen. Dies entspricht genau der Vorstellung, die uns aus den endlichen Zahlen vertraut ist, dass beim Konkatenieren von zwei endlichen Folgen der Länge {\displaystyle n} und {\displaystyle m} eine endliche Folge der Länge {\displaystyle m+n} entsteht. Da man bei den transfiniten Ordinalzahlen zwischen isolierten und Limeszahlen unterscheiden muss, wird bei der Einführung der arithmetischen Operationen darauf geachtet, dass diese stetige Fortsetzungen der finiten arithmetischen Operationen sind. Die Stetigkeit der Rechenoperationen bei den Ordinalzahlen sieht man am deutlichsten in der sogenannten funktionalen Einführung der transfiniten Arithmetik. Die funktionale Einführung der Ordinalzahlarithmetik wird mittels transfiniter Rekursion begründet. Nicht alle aus der finiten Arithmetik bekannten Eigenschaften der Rechenoperationen sind in das Unendliche übertragbar. So ist die Addition im Allgemeinen nicht kommutativ. Mit Hilfe der Cantorschen Polynomdarstellung, die eine Art transfinites Stellenwertsystem ist, lassen sich alternative Rechenoperationen einführen: die so genannten natürlichen Operationen zwischen Ordinalzahlen, so dass keine der aus den finiten Arithmetik bekannten Regeln vermisst werden muss.

## Topologische Eigenschaften
Jede Ordinalzahl lässt sich aufgrund ihrer totalen Ordnung durch die Ordnungstopologie zu einem topologischen Raum machen. In dieser Topologie konvergiert die Folge {\displaystyle (0,1,2,\dots )} gegen {\displaystyle \omega }, und die Folge
{\displaystyle (\omega ,\omega ^{\omega },\omega ^{\omega ^{\omega }},\dots )}
konvergiert gegen {\displaystyle \varepsilon _{0}=\omega ^{\omega ^{.^{.^{.}}}}}. Ordinalzahlen ohne Vorgänger können stets als Grenzwert eines Netzes von kleineren Ordinalzahlen dargestellt werden, etwa durch das Netz aller kleineren Ordinalzahlen mit ihrer natürlichen Ordnung. Die Mächtigkeit des kleinsten solchen Netzes heißt Konfinalität. Diese kann überabzählbar sein, d. h., im Allgemeinen sind jene Ordinalzahlen nicht Grenzwert einer Folge kleinerer Ordinalzahlen, wie z. B. die kleinste überabzählbare Ordinalzahl {\displaystyle \omega _{1}}.
Die topologischen Räume {\displaystyle \omega _{1}} und {\displaystyle \omega _{1}+1} werden in Lehrbüchern oft als Beispiel einer nicht abzählbaren Topologie genannt. Zum Beispiel gilt im Raum {\displaystyle \omega _{1}+1}, dass das Element {\displaystyle \omega _{1}} im Abschluss der Teilmenge {\displaystyle \omega _{1}} liegt, aber keine Folge in {\displaystyle \omega _{1}} gegen das Element {\displaystyle \omega _{1}} konvergiert. Der Raum {\displaystyle \omega _{1}} erfüllt das erste, aber nicht das zweite Abzählbarkeitsaxiom und {\displaystyle \omega _{1}+1} keines von beiden.
Der Raum {\displaystyle \omega _{1}} besitzt genau eine (Hausdorff-)Kompaktifizierung, nämlich {\displaystyle \omega _{1}+1}. Dies bedeutet, dass die größtmögliche, die Stone-Čech-Kompaktifizierung, hier mit der kleinstmöglichen, der Einpunkt- oder Alexandroff-Kompaktifizierung, übereinstimmt.